# 光明星3号
光明星3号（：／）是朝鲜宇宙空间技术委员会于2012年4月13日早上7點39分（UTC+9）發射升空的一颗通讯卫星，也是朝鮮唯一一次承認發射失敗。卫星由银河3号运载火箭从朝鲜西部平安北道铁山郡东昌里的西海卫星发射中心发射，計畫注入极轨道。這次發射計畫是朝鮮已故建國領導人金日成誕辰100週年的紀念活動之一。周邊國家則多認定該發射計畫並非衛星酬載，而是一次導彈試射行動。据英国《每日电讯报》称，朝鲜此次发射花费大约为8.5亿美元，仅次于金日成诞辰100周年活动花费的20亿美元，足以解决全国八成人口的1年温饱问题。

## 發射過程

### 發射前
朝鲜中央通讯社4月16日宣布，在金日成诞辰100周年之际，朝鲜将于4月12日至16日期间发射地球观测卫星“光明星3号”。朝鲜方面宣称，此次发射旨在“开发与和平利用宇宙空间”，并将“严格遵守有关国际规定和惯例，最大限度地保证透明度”。随后韩国、美国、中国等国对朝鲜的声明表示了“强烈关注”，日本外相甚至表示，如果朝鲜火箭飞向日本方向，将启用导弹防御系统将其击落。

### 正式發射
平壤時間2012年4月13日上午7時39分，北美防空司令部確認光明星3号已經發射。火箭由西海卫星发射中心發射升空，自中國北海向南運動。火箭的第一級推進器在韓國首都首爾以西165公里處脫離，剩餘部分發射失敗。

## 國際反應
- 外長表示，朝鮮的發射行為明顯違反了聯合國安理會的相關決議，並且違背了朝鮮近期與美國談判中所作出的承諾。他還說：朝鮮的核計畫以及遠程導彈發射會威脅到本地區的安全。[10]

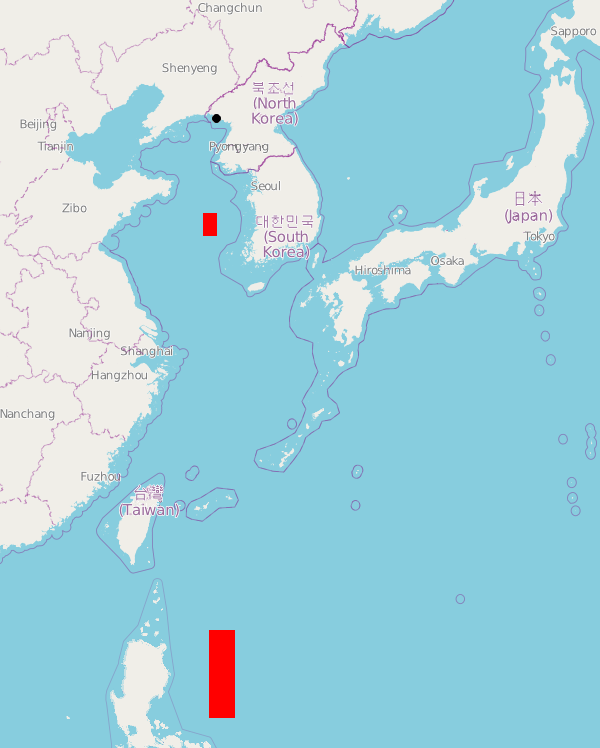
兩節落海點

- 中國外交部發言人刘为民在例行記者會上表示：“中方已經注意到朝鮮發佈的信息。”他呼籲有關各方發揮建設性作用，並表示“維護朝鮮半島和東北亞地區和平穩定，不僅有關各方利益，更是國際社會的共同願望。”[11]4月16日，刘为民称，联合国安理会通过关于朝鲜发射卫星的主席声明是各方反复磋商的结果，反映了国际社会的基本共识。[12]

- 法國外交部聲稱，視朝方發射火箭為挑釁，並表示朝鮮必須放棄發射計畫，因為此舉顯然違反了聯合國安理會的有關決議。[13]

- 俄羅斯對朝鮮發射衛星表示嚴重關切，並敦促平壤不要為六方會談重啟製造障礙。俄羅斯外交部發表聲明稱：“我們呼籲平壤不要站在國際社會的對立面，避免造成本地區緊張局勢的行動，為重啟六方會談造成新的障礙。”[14]

- 對此事表示“嚴重關切”，並聲稱朝鮮此舉明顯違反了聯合國安理會第1874號決議。首爾表示，將積極與美國、中國、俄羅斯、日本等六方會談成員國在朝核問題上合作，使朝鮮停止其挑釁行為。[15]

- 美国譴責朝鮮此舉為“高度挑釁行為”，直接違背了朝鮮的國際義務。美國國務院指出聯合國安理會第1718號決議和第1874號決議明令禁止朝鮮彈道導彈技術的發射。并补充说，朝鲜此举会对地区安全局势构成威胁。[15]

4月13日，美国宣布正式停止对朝粮食援助。
- 德国外交部长韦斯特韦勒谴责朝鲜发射火箭，要求联合国作出“强烈”反应。[17]
- 联合国安理会4月16日通过主席声明，谴责朝鲜13日不顾国际社会的反对，坚持发射卫星的行为。声明称，朝鲜发射火箭是对联合国1718号决议和1874号决议的“严重违反”，将加强对朝鲜的制裁。并警告说，如果朝鲜进行新的核弹试验，将进一步对其采取新的措施。[18]

## 朝鲜态度
朝鲜外务省4月17日发表声明，谴责联合国安理会16日通过的关于朝鲜发射卫星的主席声明，称朝鲜将继续发射实用卫星，并不再受2月29日朝美协议的约束。声明表示，朝鲜将继续行使自主宇宙利用权利，按照国家宇宙开发计划扩大加强宇宙开发机构，继续发射包括同步卫星在内的国家经济发展所必需的各种实用卫星。

## 参阅
- 朝鲜宇宙空间技术委员会（KCST）
- 西海卫星发射中心（平安北道铁山郡东昌里）
- 东海卫星发射中心（咸镜北道花坮郡舞水端里）
- 光明星1号
- 光明星2号
- 大浦洞1號飛彈
- 大浦洞2號飛彈
- 银河2号运载火箭